# La Ballade du Diable
La Ballade du Diable (Abe Sapien: The Devil Does Not Jest) est un recueil d'histoire de la série Abe Sapien, dérivée de Hellboy, et son deuxième tome publié aux éditions Delcourt.

## Synopsis
Le Garçon hanté : En 1982, Abe Sapien est envoyé dans le Vermont enquêter sur de mystérieuses apparitions. Ces manifestations font suite à la noyade d'un jeune garçon alors qu'il jouait sur un lac avec un ami. Alors qu'il rencontre la mère de la victime et ses proches, Abe s'aperçoit que le comportement de l'enfant survivant est bien étrange, et comprend alors qu'il est possédé…
La Plaine abyssale : En 1984, Abe se rend dans les mers norvégiennes pour constater des apparitions de fantômes et monstres marins. Il y découvre l'histoire de Iosif, marin russe noyé dans un sous-marin alors qu'il protégeait un objet mystique, la Bourguignotte de Melchiorre, et coincé sous mer près de cet objet aux effets magiques depuis 1948. Iosif revient à la vie, lié par une promesse faite il y a près de quarante ans.
On ne badine pas avec le diable : En 1985, Abe enquête sur la disparition d'un célèbre démonologue, avec l'aide de son petit-fils. Ils se rendent ensemble dans le Maine pour découvrir que le démonologue avait réussi à ouvrir un pont entre l'enfer et la Terre dans sa maison. De ce pont est arrivé un démon, qui infecta sa femme et son fils; ceux-ci sont toujours dans la maison…

## Commentaires
- L'histoire La Plaine abyssale introduit le personnage du marin russe Iosif, qui aura un impact considérable dans les épisodes ultérieurs de la série BPRD, et notamment sur le personnage de Johann Kraus.
- Cette même histoire nous fait découvrir pour la première fois le personnage de Varvara.
- Le volume, comme traditionnellement, se clôt par un carnet de croquis.

## Publication
- 2009 : Abe Sapien: The Haunted Boy (Dark Horse Comics)
- 2010 : Abe Sapien: The Abyssal Plain (Dark Horse Comics)
- 2011 : Abe Sapien: The Devil Does Not Jest (Dark Horse Comics)
- 2010 : Abe Sapien : La Ballade du Diable (Delcourt) : première édition en français